# Governatorato di Erivan

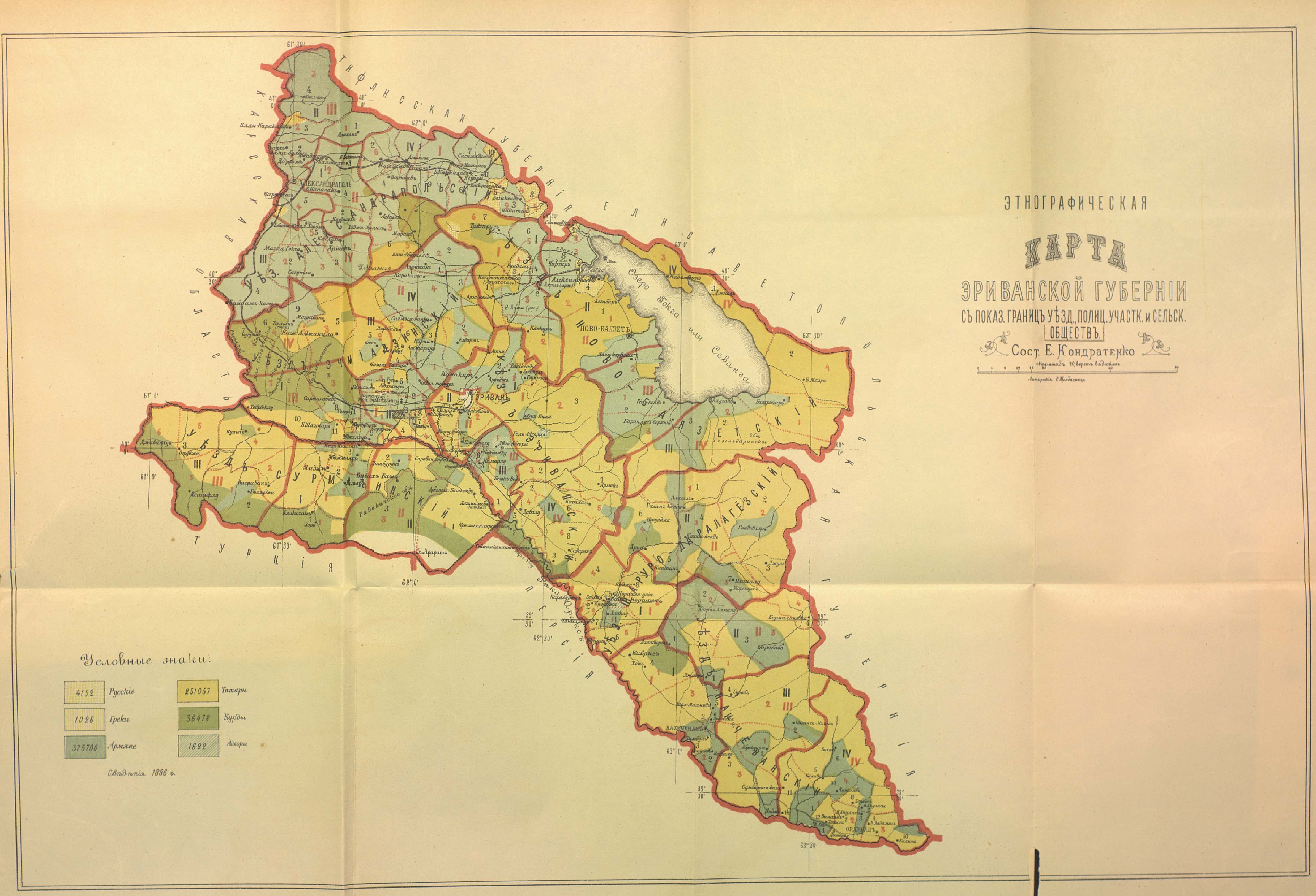
Governatorato di Erivan (1902)

La Gubernija di Erivan, in russo Эриванская губерния? era una Gubernija dell'Impero russo, che si occupava il territorio delle attuali Armenia, Repubblica Autonoma di Nakhchivan e Provincia di Iğdır, una provincia della Turchia. Istituita nel 1849, esistette fino al 1917. Il suo capoluogo era Erevan.